# Wilhelm Müller (Prediger)
Wilhelm Johann Müller (* 1633 in Harburg; † nach 1673) war ein deutscher Prediger und Schriftsteller.

## Leben
Im Jahre 1661 wurde er zum Prediger für die Dänische Kolonie an der Goldküste in Afrika ernannt. 1662 verließ er Harburg; 1670 kehrte er zurück. Er lebte dann in Hamburg, wo er seine Erlebnisse aufschrieb und veröffentlichte. Er widmete sein Buch dem dänischen König Christian V. Sein Werk Die Africanische auf der Guineischen Gold-Cust gelegene Landschafft Fetu wurde mehrfach wieder aufgelegt und ist eine der ersten Quellen zum Leben an der Goldküste (heute: Ghana).